# 12649 Ascanios
12649 Ascanios è un asteroide troiano di Giove del campo troiano. Scoperto nel 1977, presenta un'orbita caratterizzata da un semiasse maggiore pari a 5,1551637 UA e da un'eccentricità di 0,1468251, inclinata di 6,57171° rispetto all'eclittica.
L'asteroide è dedicato ad Ascanio, il figlio di Enea.